# Staré Město (Zlín)
Staré Město, già Staré Město u Uherského Hradiště (in tedesco Altstadt bei Ungarisch Hradisch, letteralmente "Città Vecchia presso la Fortezza Ungherese"), è una città della Repubblica Ceca nella Regione di Zlín, nel Distretto di Uherské Hradiště. La popolazione nel 2006 ammontava a 6853 persone.